# Marya Chéliga-Loewy
Maria Chéliga-Loewy, née Maria Mirecka, aussi connue sous le nom de Maria Szeliga, née en 1854 à Jasieniec Solecki (Pologne) et morte le 2 janvier 1927 à Chaville, est une écrivaine polonaise et française  connue pour son engagement féministe.

## Biographie

### Origine et jeunesse
Maria Mirecka Szeliga est née dans une riche famille de propriétaires terriens de Jasieniec Solecki, en Pologne, en 1854, alors que le royaume de Pologne est sous la domination de la Russie tsariste,. Enfant unique, son père est mort alors qu'elle est encore jeune, et elle est élevée par sa mère.

### Activités littéraires en Pologne et exil
Elle publie ses deux premiers romans en 1873, de même que sa première pièce, qui est jouée en 1876. L'une des thématiques de ses travaux est la recherche d'indépendance des femmes. Entre 1875 et 1876, elle voyage à Prague, Munich, Vérone, Padoue, Rome et Naples. Sa mère et elle déménagent à Varsovie en 1876, où elle se marie avec Stanisław Jan Czarnowski, l'éditeur de ses poèmes. Ils se séparent quelques semaines après et divorcent. Elle vit à Varsovie jusqu'en 1880. Elle s'exile en France cette année-là, menacée par les autorités russes du fait des activités illégales qu'elle entreprend aux côtés des socialistes polonais, notamment en enseignant l'histoire polonaise, ce qui est alors interdit, et en participant à des réunions ouvrières,.

### Activités en France
En France, Maria Szeliga se remarie avec Édouard Loëvy, un peintre et illustrateur polonais d'origine juive, natif de Varsovie, installé à Paris,. Il est l'auteur de nombreux dessins pour le Dictionnaire universel encyclopédique.
Maria Chéliga-Loewy, nom sous lequel elle se fait connaître en France, commence une carrière de journaliste à Paris, et s'investit dans plusieurs engagements militants. Elle intervient au Congrès français et international du droit des femmes organisé par Maria Deraismes et Léon Richer. Elle fonde l'Union universelle des femmes, la première association féministe internationale de France, en 1890,. Elle en rédige le Bulletin, publié mensuellement, jusqu'en 1893,. En janvier 1892, Eugénie Potonié-Pierre réunit huit groupes féministes à Paris de la Fédération française des sociétés féministes, et Maria Chéliga-Loevy participe à cette création, l'Union universelle des femmes rejoignant la Fédération,.
La secrétaire de la Fédération, Aline Valette, fonde l'hebdomadaire L'Harmonie sociale, qui parait le 15 octobre 1892. Ce journal socialiste avait pour objectif de créer un contact avec les femmes ouvrières, et de prendre leurs doléances. On compte parmi les contributrices du journal Eliska Vincent, Marie Bonnevial et Maria Chéliga-Loewy. L'un de ses romans sentimentaux est publié en feuilleton dans le journal. Il raconte l'histoire d'une jeune fille victime de divers malheurs, et qui, à la fin, embrasse l'idéologie socialiste.
En 1896, sa pièce de théâtre L'Ornière est jouée à L'Odéon. Bien reçue par la critique, elle remet en cause le Code pénal, qui permet au mari de tuer sa femme en France, s'il la surprend en flagrant délit d'adultère,. Elle intervient au sujet de la situation polonaise à l'occasion du Congrès universel des libres-penseurs, en septembre 1889.
En 1897, elle fonde le Théâtre féministe international, un projet qui a pour objectif d'encourager et de promouvoir les femmes dramaturges en faisant jouer leurs pièces, et d'influencer l'opinion publique par ce biais,. La première pièce qui y est jouée est celle de Mme Daniel-Lesueur, Hors du Mariage, qui a un certain succès et dont la première représentation est donnée le 26 juin 1897 ; elle sera suivie de plusieurs autres spectacles. Le théâtre, situé rue Blanche, ferme ses portes en 1899.
Maria Chéliga-Loewy publie l'Almanach féministe entre 1899 et 1900,. Avec l'avocate Jeanne Chauvin, elle s'engage pour permettre aux mères célibataires de rechercher le père de leur enfant, et de leur demander un soutien financier.
En 1896, Maria Chéliga-Loewy fonde avec Gabrielle Wisniewska la Ligue des femmes pour le désarmement international, dont elle prend la vice-présidence en 1898, puis la présidence en 1904, après que la Ligue a été renommée l'Alliance universelle des femmes pour la paix par l'éducation.
En 1909, elle participe à la fondation de l'Union française pour le suffrage des femmes (UFSF). Elle y siège jusqu'en 1922.
De 1909 à 1915, elle est à la tête du Congrès permanent du féminisme international, qu'elle a initié en 1908 avec Melania Rajchman, une figure du monde intellectuel de la capitale polonaise, et dont l'objectif est de faire intervenir des féministes étrangers en France pour témoigner de la situation des droits des femmes et du féminisme dans leur pays respectif.
Pendant la Première Guerre mondiale, elle dénonce les crimes commis par l'armée allemande en Pologne, et s'investit dans l'aide aux réfugiés polonais arrivant en France. Elle fonde l'Union des Polonaises de Paris, afin de défendre les intérêts des femmes et des enfants en temps de guerre. Elle crée l’œuvre de la Croix Violette, qui aide les infirmes et les personnes âgées.
La Pologne obtient son indépendance à l'issue de la guerre, ce qui satisfait grandement ses objectifs. Elle démissionne de l'Union française pour le suffrage des femmes en 1922, et fonde un nouveau journal, Ognisko, destiné aux Polonais qui immigrent en France.
Maria Chéliga-Loewy meurt le 2 janvier 1927, à Chaville, près de Paris. Elle est enterrée au cimetière des Champeaux de Montmorency, dans un espace réservé aux membres de la Société historique et littéraire polonaise de Paris.

## Publications

### Théâtre
- L'Ornière, 1896
- Les Déblayeurs, 1905
- Vive la paix !, 1909